# Seiko Super Tennis
Seiko Super Tennis (также известен под названием Tokyo Indoor) — международный мужской профессиональный теннисный турнир, проводившийся в Токио с 1978 по 1995 год на крытых кортах с ковровым покрытием.
Турнир, в течение всех лет проведения спонсировавшийся компанией Seiko, проводился осенью в рамках профессионального тура Гран-При, а после образования в 1990 году АТР-тура был включён в него в качестве турнира второго ранга, ATP Championship Series. В 1995 году, в последний год проведения турнира, призовой фонд достиг почти 900 тысяч долларов при турнирной сетке, рассчитанной на 48 участников в одиночном разряде и 24 пары.

## Победители и финалисты
Безоговорочным лидером по числу побед в турнире является чехословацкий мастер Иван Лендл, пять раз выигрывавший его в одиночном разряде. Лендл ещё дважды играл в финале одиночного турнира и один раз в финале парного. Ещё четыре теннисиста выигрывали турнир по два раза в одиночном разряде и пятеро — в парах (в том числе Шервуд Стюарт с двумя разными партнёрами).
Хозяевам соревнований ни разу не удалось дойти на них до финала.

### Одиночный разряд
| Название турнира         | Год  | Победитель         | Финалист         | Счёт в финале |
| ------------------------ | ---- | ------------------ | ---------------- | ------------- |
| Seiko World Super Tennis | 1978 | Бьорн Борг         | Брайан Тичер     | 6–3, 6–4      |
| Seiko World Super Tennis | 1979 | Бьорн Борг (2)     | Джимми Коннорс   | 6–2, 6–2      |
| Seiko World Super Tennis | 1980 | Джимми Коннорс     | Том Галликсон    | 6–1, 6–2      |
| Seiko World Super Tennis | 1981 | Винсент ван Паттен | Марк Эдмондсон   | 6–2, 3–6, 6–3 |
| Seiko World Super Tennis | 1982 | Джон Макинрой      | Питер Макнамара  | 7–6, 7–5      |
| Seiko World Super Tennis | 1983 | Иван Лендл         | Скотт Дэвис      | 3–6, 6–3, 6–4 |
| Seiko Super Tennis       | 1984 | Джимми Коннорс (2) | Иван Лендл       | 6–4, 3–6, 6–0 |
| Seiko Super Tennis       | 1985 | Иван Лендл (2)     | Матс Виландер    | 6–0, 6–4      |
| Seiko Super Tennis       | 1986 | Борис Беккер       | Стефан Эдберг    | 7–6, 6–1      |
| Seiko Super Tennis       | 1987 | Стефан Эдберг      | Иван Лендл       | 6–7, 6–4, 6–4 |
| Seiko Super Tennis       | 1988 | Борис Беккер (2)   | Джон Фицджеральд | 7–6, 6–4      |
| Seiko Super Tennis       | 1989 | Аарон Крикстейн    | Карл-Уве Штееб   | 6–2, 6–2      |
| Seiko Super Tennis       | 1990 | Иван Лендл (3)     | Борис Беккер     | 4–6, 6–3, 7–6 |
| Seiko Super Tennis       | 1991 | Стефан Эдберг (2)  | Деррик Ростаньо  | 6–3, 1–6, 6–2 |
| Seiko Super Tennis       | 1992 | Иван Лендл (4)     | Хенрик Хольм     | 7–6, 6–4      |
| Seiko Super Tennis       | 1993 | Иван Лендл (5)     | Тодд Мартин      | 6–4, 6–4      |
| Seiko Super Tennis       | 1994 | Горан Иванишевич   | Майкл Чанг       | 6–4, 6–4      |
| Seiko Super Tennis       | 1995 | Майкл Чанг         | Марк Филиппуссис | 6–3, 6–4      |

### Парный разряд
| Год  | Победители                            | Финалисты                        | Счёт в финале |
| ---- | ------------------------------------- | -------------------------------- | ------------- |
| 1978 | Росс Кейс Джефф Мастерс               | Том Горман Пат дю Пре            | 6–3, 6–4      |
| 1979 | Марти Риссен Шервуд Стюарт            | Майк Кэхилл Терри Мур            | 6–4, 7–6      |
| 1980 | Виктор Амайя Хэнк Пфистер             | Марти Риссен Шервуд Стюарт       | 6–3, 3–6, 7–6 |
| 1981 | Виктор Амайя (2) Хэнк Пфистер (2)     | Хейнц Гюнтхардт Балаж Тароци     | 6–4, 6–2      |
| 1982 | Тим Галликсон Том Галликсон           | Джон Макинрой Питер Реннерт      | 6–4, 3–6, 7–6 |
| 1983 | Шервуд Стюарт (2) Марк Эдмондсон      | Стив Дентон Джон Фицджеральд     | 6–1, 6–4      |
| 1984 | Сэмми Джаммалва Тони Джаммалва        | Шервуд Стюарт Марк Эдмондсон     | 7–6, 6–4      |
| 1985 | Роберт Сегусо Кен Флэк                | Скотт Дэвис Дэвид Пейт           | 4–6, 6–3, 7–6 |
| 1986 | Майк де Палмер Гэри Доннелли          | Андрес Гомес Иван Лендл          | 6–3, 7–5      |
| 1987 | Бродерик Дайк Том Нейссен             | Джим Грэбб Сэмми Джаммалва       | 6–3, 6–2      |
| 1988 | Андрес Гомес Слободан Живоинович      | Борис Беккер Эрик Елен           | 7–5, 5–7, 6–3 |
| 1989 | Кевин Каррен Дэвид Пейт               | Андрес Гомес Слободан Живоинович | 4–6, 6–3, 7–6 |
| 1990 | Ги Форже Якоб Хласек                  | Скотт Дэвис Дэвид Пейт           | 7–6, 7–5      |
| 1991 | Джим Грэбб Ричи Ренеберг              | Скотт Дэвис Дэвид Пейт           | 7–5, 2–6, 7–6 |
| 1992 | Тодд Вудбридж Марк Вудфорд            | Джим Грэбб Ричи Ренеберг         | 7–6, 6–4      |
| 1993 | Патрик Гэлбрайт Грант Коннелл         | Люк Дженсен Мерфи Дженсен        | 6–3, 6–4      |
| 1994 | Патрик Гэлбрайт (2) Грант Коннелл (2) | Байрон Блэк Джонатан Старк       | 6–3, 3–6, 6–4 |
| 1995 | Паул Хархёйс Якко Элтинг              | Патрик Макинрой Якоб Хласек      | 7–6, 6–4      |